# Panthera F9
Panthera F9 — пятидверный бронеавтомобиль, разработанный арабской компанией Minerva Special Purpose Vehicles (MSPV) в 2017 году.

## История
Впервые был представлен на выставке IDEF в 2017 году.
В 2018 году Турция приобрела у MSPV лицензию на производство бронеавтомобиля. В 2019 году автомобиль участвовал в выставке IDEX 2019 в Абу-Даби.

## Операторы
- Египет[1]
- Ливия
  -  Ливийская национальная армия[4][5]
- ОАЭ[1]

## Боевое применение

### Гражданская война в Ливии
Поставленные ОАЭ, Panthera F9 принимали участие в Гражданской войне в Ливии, в составе формирований Халифы Хафтара.

### Гражданская война в Сирии
Panthera F9 применяются исламскими террористами против сирийских правительственных войск в ходе гражданской войны в Сирии.